# کریستین مولینارو
کریستین مولینارو (ایتالیایی: Cristian Molinaro؛ زادهٔ ۳۰ ژوئیهٔ ۱۹۸۳) بازیکن فوتبال اهل ایتالیا است.
مولینارو در ۲ بازی ملی حضور داشته‌است و در بازی‌های ملی‌اش گلی به ثمر نرساند.